# 何荣林
何荣林（1949年8月—），男，汉族，天津人，中华人民共和国政治人物，曾任天津市人民政府秘书长，天津市政协秘书长、副主席，第九届全国人大代表。